# Gérald Baticle
Gérald Baticle, né le 10 septembre 1969 à Amiens (Somme), est un ancien joueur de football français reconverti en entraîneur. En 2019, il devient brièvement l'entraîneur par intérim de l'Olympique lyonnais, après le licenciement de Sylvinho et avant l'arrivée de Rudi Garcia. Il est entraîneur d'Angers SCO entre 2021 et 2022 mais devant un nombre de défaites importantes (29 défaites contre 25 victoires ou nuls) et une dernière place en ligue 1, il est mis à l’écart le 23 novembre 2022 avant d'être licencié officiellement le 22 décembre 2022. Le 23 août 2024, il devient sélectionneur de l’équipe de France espoirs.

## Biographie

### Carrière de joueur
Il arrive à l'AJ Auxerre en 1991, après une bonne saison à Amiens, qui a vu le club picard monter en Division 2 et atteindre les 1/32 de finale de la Coupe de France (éliminé par Fécamp, 1-1, 3-5 aux tirs au but). Après une première saison d'adaptation en Division 1, où il marque tout de même 8 buts en 24 matches de championnat, il explose la saison suivante. Effectivement, lors de cette saison 1992-1993, il gagne ses galons de titulaire, marque 9 buts en 32 matches de championnat, mais surtout participe à l'épopée du club auxerrois en Coupe de l'UEFA, qui se termine en demi-finale aux tirs au but contre le Borussia Dortmund (0-2, 2-0 et 5-6 aux tirs au but). Il termine meilleur buteur de cette Coupe de l'UEFA avec 8 buts. 
L'année suivante, il remporte la Coupe de France contre le Montpellier HSC en inscrivant le deuxième des trois buts auxerrois en finale et aide son club à se hisser à la 3e place du podium en championnat. Après une saison 1994-1995 difficile sur le plan personnel, qui voit le club auxerrois se classer 4e du championnat et atteindre les 1/4 de finale de la Coupe d'Europe des Vainqueurs de Coupe, Gérald quitte l'AJ Auxerre un an avant le doublé historique (coupe-championnat) de 1996, pour rejoindre le RC Strasbourg. 
Il remporte la Coupe de la Ligue en 1997 avec le brassard de capitaine. Strasbourg n'avait plus remporté le moindre titre depuis le sacre de champion en 1979. Cette victoire qualifie le club pour la Coupe de l'UEFA de 1998. Il participe alors à l'une des plus belles campagnes européenne du club alsacien. En effet, Strasbourg élimine les Glasgow Rangers, Liverpool FC, avant d'être éliminé en huitièmes de finale par l'Inter Milan futur vainqueur de l'épreuve. Entre le 20 septembre 1996 et le 9 mai 1998, Gérald Baticle a porté 65 fois de suite le brassard de capitaine du Racing. Seuls 2 joueurs ont fait plus depuis les années 50 : le légendaire René Hauss (111) et le non moins légendaire Dominique Dropsy (74). À l'intersaison 1998-1999, il retourne pourtant à l'AJ Auxerre. Mais ne retrouvant pas son niveau de jeu, il quitte à nouveau les bords de l'Yonne, lors du mercato d'hiver 1999. Il rejoint alors l'effectif du FC Metz. Il se relance avec l'équipe lorraine en inscrivant quinze buts lors la saison 2000-2001, son record en ligue 1. Il finit sa carrière à l'ES Troyes AC, puis au Havre AC en Ligue 2. 
Au cours de sa carrière, il fut appelé en équipe de France A'. 

### Carrière d'entraîneur
Au terme de sa carrière de joueur, il se tourne vers l'entraînement. Il passe ses diplômes avec succès, obtenant en février 2006 le BEES 2e degré, puis le Diplôme d'entraîneur de football (DEF), dernière étape avant le Diplôme d'entraîneur professionnel de football.
Après une saison d'observation où il est formé par Guy Roux, il remplace, à l'été 2005, Laurent Lesgent à la tête des 18 ans nationaux de l'AJ Auxerre. En 2007, il conduit son équipe jusqu'en finale de la Coupe Gambardella, perdue aux tirs au but contre le FC Sochaux.
À la suite du limogeage de Pascal Janin au Stade brestois, il est pressenti pour entraîner l'équipe première en Ligue 2. Il démissionne de sa fonction à Auxerre à la fin du mois d'octobre 2008 alors qu'il disposait d'un contrat de trois ans à partir de juin 2008. Le 2 novembre 2008, il devient le nouvel entraîneur de la formation bretonne bien qu'étant officiellement engagé au titre de manager sportif car il n'est pas détenteur du diplôme d'entraîneur professionnel de football (DEPF) contrairement à son adjoint André Guesdon. Son premier match sur le banc brestois se solde sur une belle victoire : 4-0 face au SC Bastia.
Le 6 mai 2009, il est démis de ses fonctions d'entraîneur du stade Brestois, après avoir récolté seulement 23 points en 20 matchs, et en laissant Brest à la 18e place de Ligue 2. Il est remplacé par Alex Dupont.
Il entretient depuis longtemps une grande amitié avec Corentin Martins, directeur sportif du Stade brestois 29. Depuis 2010, il est consultant Canal+, principalement sur les matchs du championnat d'Angleterre, et participe à l'émission Les Spécialistes. Le 31 mai 2011, il est nommé entraîneur de l'équipe des moins de 19 ans de l'Olympique lyonnais en remplacement de Patrick Paillot.
En juillet 2011, il devient entraineur-adjoint de l'équipe de Ligue 1, au côté de Rémi Garde, plus particulièrement chargé des attaquants. Le 11 février 2017, il a l'occasion de diriger l'équipe de l'OL lors d'un match de ligue 1 en déplacement à Guingamp alors que Bruno Génésio, l'entraineur, est malade.
Le 7 octobre 2019, Sylvinho l'entraîneur principal de l'Olympique lyonnais est limogé. Il est alors désigné par le club pour prendre l'intérim sous la direction de Juninho.
Le 23 mai 2021, il devient le nouvel entraineur d'Angers SCO, succédant ainsi à Stéphane Moulin.
Mis à pied à titre conservatoire le 23 novembre 2022, il est licencié officiellement par Angers SCO le 22 décembre 2022.
En août 2023, Baticle est nommé entraîneur-adjoint de Thierry Henry à la tête de l'équipe de France espoirs et de l'équipe de France olympique.
En août 2024, la Fédération Française de football le nomme sélectionneur des Espoirs Français en succédant à Thierry Henry.

## Palmarès joueur

### En club
- Vainqueur de la Coupe de France en 1994 avec l'AJ Auxerre
- Vainqueur de la Coupe de la Ligue en 1997 avec le RC Strasbourg

### Distinctions individuelles
- Meilleur buteur de la Coupe de l'UEFA en 1993 (8 buts)
- Meilleur buteur de la Coupe de France en 1994 (5 buts)

### Statistiques
- 365 matchs et 80 buts en Division 1

## Palmarès entraîneur
- Finaliste de la Coupe Gambardella en 2007 avec les -18 ans de l'AJ Auxerre